# Liste der Biografien/Shai
Liste der Biografien |
Portal Biografien |
Personensuche
# |
A |
B |
C |
D |
E |
F |
G |
H |
I |
J |
K |
L |
M |
N |
O |
P |
Q |
R |
S |
T |
U |
V |
W |
X |
Y |
Z |
?
 
Sa |
Sb |
Sc |
Sd |
Se |
Sf |
Sg |
Sh |
Si |
Sj |
Sk |
Sl |
Sm |
Sn |
So |
Sp |
Sq |
Sr |
Ss |
St |
Su |
Sv |
Sw |
Sy |
Sz
 
Sha |
Shc |
She |
Shh |
Shi |
Shk |
Shl |
Shm |
Shn |
Sho |
Shp |
Shr |
Sht |
Shu |
Shv |
Shw |
Shy
 
Shaa |
Shab |
Shac |
Shad |
Shae |
Shaf |
Shag |
Shah |
Shai |
Shaj |
Shak |
Shal |
Sham |
Shan |
Shao |
Shap |
Shaq |
Shar |
Shas |
Shat |
Shau |
Shav |
Shaw |
Shax |
Shay |
Shaz
Die Liste der Biografien führt alle Personen auf, die in der deutschsprachigen Wikipedia einen Artikel haben. Dieses ist eine Teilliste mit 21 Einträgen von Personen, deren Namen mit den Buchstaben „Shai“ beginnt.

## Shai
- Shai, Nachman (* 1946), israelischer Politiker

### Shaid
- Shaida, Ghulam Dastagir († 1970), afghanischer Sänger und Musiker

### Shaie
- Shaiek, Adam (* 1989), französischer Fußballspieler

### Shaik
- Shaik, Sana'a (* 1992), australische Schauspielerin
- Shaik, Sason (* 1948), israelischer Chemiker (Theoretische Chemie, Quantenchemie)
- Shaik, Shanina (* 1991), australisches Model
- Shaikh, Adnan (* 1973), deutscher Politiker (CDU)
- Shaikh, Akmal (1956–2009), britischer Staatsangehöriger, in China wegen Drogenhandels hingerichtet
- Shaikh, Anwar (1928–2006), pakistanisch-britischer Autor
- Shaikh, Anwar (* 1945), pakistanisch-amerikanischer Nationalökonom
- Shaikh, Hibah (* 2002), US-amerikanische Tennisspielerin
- Shaikh, Shamima (1960–1998), islamische Frauenrechtlerin und Feministin
- Shaikh, Younus (* 1952), pakistanischer Arzt, Menschenrechts-Aktivist, Rationalist und Freidenker
- Shaikh-Ali, Anas Al-, Islamwissenschaftler
- Shaikh-Yousef, Maximilian (* 1992), deutscher Jazzmusiker (Saxophon, Flöte, Komposition)

### Shail
- Shailendra (1923–1966), indischer Liedtexter

### Shaim
- Shaiman, Marc (* 1959), US-amerikanischer Musical- und FilmkomponistMarc Shaiman (* 1959)

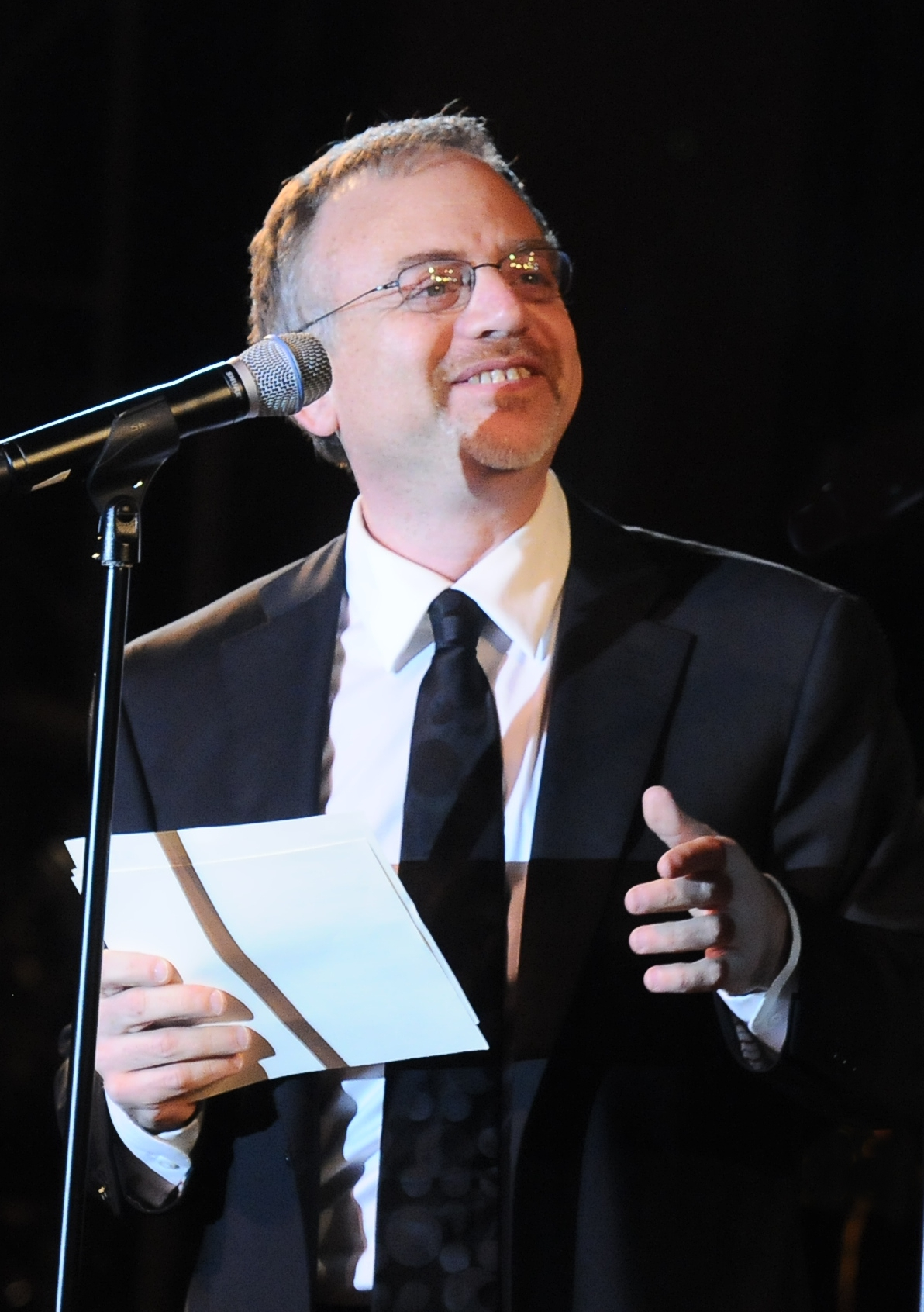
Marc Shaiman (* 1959)

### Shain
- Shain, Edith (1918–2010), amerikanische Krankenschwester
- Shain, Harvey, US-amerikanischer Schauspieler
- Shainberg, Steven (* 1963), US-amerikanischer Regisseur und Filmproduzent
- Shainin, Dorian (1914–2000), US-amerikanischer Begründer der Shainin-Theorie